# Stefano Selva
Stefano Selva (ur. 24 sierpnia 1969 r. w San Marino) – sanmaryński strzelec, uczestnik Letnich Igrzysk Olimpijskich 2016, specjalizujący się w konkurencji trap.
Strzelectwo uprawia od 1985 roku, a profesjonalnym zawodnikiem jest od 1990 roku.
W 1993 roku zdobył srebro na igrzyskach śródziemnomorskich w trapie. Był to drugi medal San Marino w historii tej imprezy. W 1997 roku wywalczył brąz w trapie na igrzyskach małych państw Europy. Cztery lata później powtórzył to osiągnięcie.
Dwukrotnie zdobył brązowy medal mistrzostw świata w trapie drużynowym: w 2010 roku wraz z Francesco Amicim i Manuelem Mancinim i 2015 roku z Gian Marco Bertim i Manuelem Mancinim.
Selva jest praworęczny. Poza strzelaniem lubi jeździć na rowerze i polować.

## Igrzyska olimpijskie
Wystąpił na igrzyskach olimpijskich w 2016 roku w Rio de Janeiro. W kwalifikacjach z wynikiem 102 punktów zajął 32. miejsce i nie zakwalifikował się do finału.
| Igrzyska | Miejscowość    | Konkurencja | Kwalifikacje | Kwalifikacje | Finał | Finał   |
| Igrzyska | Miejscowość    | Konkurencja | Wynik        | Pozycja      | Wynik | Pozycja |
| -------- | -------------- | ----------- | ------------ | ------------ | ----- | ------- |
| IO 2016  | Rio de Janeiro | Trap        | 102          | 32.          | NQ    | NQ      |